# احتلال الفضاء الإلكتروني
يُقصد بمصطلح احتلال الفضاء الإلكتروني (الذي يُعرف كذلك باسم احتلال النطاق الإلكتروني)، وفقًا للقانون الفيدرالي الأمريكي الذي يحمل اسم قانون حماية المستهلك ومكافحة احتلال الفضاء الإلكتروني، تسجيل اسم نطاق أو الاتجار فيه أو استخدامه بنية غير حسنة، للتربح من شهرة علامة تجارية تخص شخصًا آخر، حيث يعرض محتل الفضاء الإلكتروني بيع النطاق للشخص أو الشركة التي تمتلك العلامة التجارية الواردة ضمن الاسم بسعر مبالغ فيه.
وهذا المصطلح مشتق من لفظ «الاحتلال»، الذي يعني وضع اليد على أرضٍ أو مبنى شاغر أو مهجور لا يمتلكه المحتل ولم يقم باستئجاره ولم يُمنح الإذن باستخدامه. غير أن احتلال الفضاء الإلكتروني يختلف عن ذلك إلى حدٍ ما، إذ يتم أحيانًا دفع مقابل أسماء النطاق التي يتم «احتلالها» عن طريق عملية التسجيل التي يقوم بها محتلو الفضاء الإلكتروني، وعادة ما يطلب محتلو الفضاء الإلكتروني أسعارًا أعلى من تلك التي اشتروا بها. كما يضع بعض محتلو الفضاء الإلكتروني تعليقات تنتقص من شأن الشخص أو الشركة التي يعبر عنها النطاق، سعيًا لتشجيع الضحية على شراء النطاق من المحتلين،[بحاجة لمصدر] في حين يقوم آخرون بإرسال روابط مدفوعة عبر جوجل وياهو! وأسك دوت كوم وغيرها من شبكات الإعلان مدفوعة الأجر، إلى الموقع الفعلي الذي كان المستخدم يريده، ومن ثم يقننون احتلالهم.

## الاستراتيجيات التقنية للاحتلال الإلكتروني
يقوم محتلو الفضاء الإلكتروني أحيانًا بتسجيل أشكال مغايرة من أسماء العلامات التجارية الشهيرة، وهي ممارسة تعرف باسم الاحتلال باستغلال الأخطاء الإملائية.
كما يلجأ أولئك الأشخاص إلى إستراتيجية أخرى، إذ أن تسجيل أسماء نطاقات الإنترنت يستمر لفترة زمنية محددة، وإذا لم يقم صاحب اسم النطاق بإعادة تسجيل الاسم لدى إحدى جهات التسجيل عبر الإنترنت، في تاريخ انتهاء مدة سريان النطاق، يمكن لأي شخص آخر شراء اسم النطاق عقب انتهاء مدته. وفي هذه المرحلة يُعد التسجيل منقضي المدة، وقد يستخدم محتل الفضاء الإلكتروني أدوات برمجية مؤتمتة لتسجيل ذلك الاسم، فور انقضاء مدته. وتُعد هذه الإستراتيجية واحدة من عائلة من الأنظمة، تشمل انتزاع التجديد، وسرقة الهوية والمبالغة في الامتداد، والصيد التحذيري.

## الاستيلاء على الاسم
وفضلاً عما سبق، هناك أسلوب آخر يُعرف باسم "الاستيلاء على الاسم"، ويتم بشراء اسم أحد الأفراد كاسم نطاق عالي المستوى، حيث يتم مثلاً استخدام اسم جون جونز المساوي للموقع JohnJones.com أو JohnJones.org إلى غير ذلك، ثم يلي ذلك إعداد موقع إلكتروني يتيح للمشتري استغلال أي عملية بحث عن هذا الاسم. على سبيل المثال، قد يكون جون جونز صاحب مهنة مزدهرة (طبيبًا أو محاميًا أو مسؤولاً ماليًا أو وكيلاً عقاريًا، أو أي مهنة أخرى تتعامل مع عامة الناس بشكل منتظم)، ومن ثم هناك احتمال كبير أن يقوم العملاء بقدر من البحث على الإنترنت قبل إجراء أعمال مع السيد جون. ومتى تم الاستيلاء على الاسم،"، يمتلك شخص آخر الموقع الإلكتروني johnjones.com ، الذي يتصدر قائمة أي عمليات بحث عن الاسم جون جونز. وعادة ما يتم إعداد هذه المواقع المرتبطة بالاستيلاء على الاسم لبيع أغراض مربحة كالكتب الإلكترونية و/أو الفرص التجارية المتنوعة، وهي تتطلب بضع مشتريات حتى تكون مربحة. وحيث أن إعداد النطاقات التي تم الاستيلاء على أسمائها يتم باستخدام أسماء لا تمثل علامات تجارية، وحيث أن له هدفًا آخر خلاف إعادة بيع اسم النطاق إلى أحد الأفراد، تُعد هذه العمليات مخالفة لقانون حماية المستهلك ومكافحة احتلال الفضاء الإلكتروني، الوارد في قوانين الولايات المتحدة رقم 1125 و1129. ونظرًا لأن الناس غالبًا ما يبحثون في الويب للعثور على المعلومات، يُعد الاستيلاء على الاسم ترويجًا إلكترونيًا رخيصًا للموقع الإلكتروني ذي الاسم المستولى عليه.

## الحل القانوني للنزاعات
عادة ما يتم حل نزاعات أسماء النطاقات، التي تشتمل على عملية تسجيلٍ بنية غير حسنة، وفقًا للسياسة الموحدة لحل نزاعات أسماء النطاقات (UDRP) التي تولى إعدادها هيئة الإنترنت للأسماء والأرقام المخصصة (ICANN). ويزعم منتقدو السياسة الموحدة لحل نزاعات أسماء النطاقات أنها تُحابي الشركات الكبرى، وأن قراراتها غالبًا ما تتخطى قواعد وأهداف سياسات حل النزاعات. وقد يبدأ مقدم الشكوى ذات الصلة بنزاعات أسماء النطاقات باللجوء إلى إجراء حل نزاعات أسماء النطاقات لدى مقدم خدمة حل نزاعات معتمد، كما يجوز لمن وقع ضحية احتلال الفضاء الإلكتروني تقديم تقرير عن مشكلة لدى جهة تسجيل لدى InterNIC ضد أحد محتلي الفضاء الإلكتروني الذي يدعي كونه أحد جهات التسجيل.
وفضلاً عما سبق، يمكن اللجوء إلى أنظمة المحاكم لرفع دعاوى احتلال الفضاء الإلكتروني، غير أن نطاق الاختصاص القانوني غالبًا ما يمثل مشكلة، حيث اختلفت المحاكم فيما إذا كان النطاق المناسب للمحاكمة هو ذلك الخاص بالمُدعي أو المدعى عليه أو موقع خادم الشبكة الذي تم من خلاله تسجيل الاسم. وكذلك فإن بعض الدول مثل روسيا والصين لا تنظر إلى احتلال الفضاء الإلكتروني بنفس الأسلوب أو القدر الذي ينظر به قانون الولايات المتحدة إليه. غير أن الناس غالبًا ما يختارون «العملية الموحدة لحل النزاعات» (UDRP) التي تولت إعدادها ICANN لأنها أسرع وأقل تكلفة من اللجوء إلى المحاكم (تبلغ تكلفتها ورسومها ما يتراوح من 2.000 إلى 3.000 دولار، مقارنة بما يصل إلى 10.000 أو أكثر في المحاكم)، إلا أن أحكام المحاكم غالبًا ما تَجُب قرارات العملية الموحدة لحل النزاعات. وفي قضية شركة «فيرشوال وركس» ضد شركة «فولكس فاجن أوف أميركا» (بخصوص النزاع على النطاق vw.net)، سنَّت محكمة استئناف الدائرة الرابعة متطلبًا قانونيًا مشتركًا، يقتضي بحتمية توفر النية غير الحسنة لدى مرتكب أفعال احتلال الفضاء الإلكتروني، حتى يتحمل المسؤولية القانونية. ويعني ذلك أن أسماء النطاقات ذات الشبه الكبير بالأسماء التي لا تعد علامات تجارية لا تمثل جريمة في حد ذاتها، بل يجب أن يتم تسجيل اسم النطاق بنية غير حسنة لبيعه لاحقًا إلى حامل العلامة التجارية. وقد تم التأكيد على هذه النية غير الحسنة في المادة 15 من القانون الأمريكي رقم 1125 والقانون الأمريكي رقم 1129.
وتجدر الإشارة إلى أن لدى بعض الدول قوانين خاصة لمكافحة احتلال الفضاء الإلكتروني تتجاوز القواعد العادية لقانون العلامات التجارية. فالولايات المتحدة على سبيل المثال، لديها قانون حماية المستهلك ومكافحة احتلال الفضاء الإلكتروني الصادر عام 1999، ويهدف هذا التوسع في قانون لانهام (قانون العلامات التجارية) (المادة 15 من القانون الأمريكي) إلى توفير الحماية من احتلال الفضاء الإلكتروني للأفراد ولمالكي الأسماء التي تُعد علامات تجارية مميزة. ومع هذا فحتى الشخصيات الشهيرة، من أمثال نجم الروك بروس سبرنغستين والممثل كيفين سبيسي، لم تنجح في التحكم في استخدام أسمائهم على الإنترنت، وهو ما يدل على عدم توفر الحماية لرجال الأعمال أو الأفراد العاديين.
ولا شك أن النطاق القانوني يمثل مشكلة، وهو ما اتضح في قضية الممثل كيفين يبيسي، التي حكم فيها القاضي جاري أ. فييس، قاضي محكمة ولاية كاليفورنيا المركزية، بأن على السيد كيفين أن يقدم شكوى في محكمة كندية، في المكان الذي يقيم فيه مالك الموقع الإلكتروني kevinspacey.com. وقد استطاع كيفين لاحقًا الفوز بالنطاق عن طريق منتدى التحكيم الوطني.
ووفقًا للسياسة الموحدة لحل نزاعات أسماء النطاقات، يمكن لأصحاب الشكاوى الفائزين حذف أسمائهم أو نقلها إلى ملكيتهم (وهو ما يقتضي دفع رسوم تجديد سنوية لكل الأسماء أو المخاطرة بقيام شخص آخر بتسجيلها). وبموجب قانون حماية المستهلك ومكافحة احتلال الفضاء الإلكتروني، يمكن أن يتحمل محتل الفضاء الإلكتروني المسؤولية عن الأضرار الفعلية أو التشريعية بمبلغ لا يتجاوز 100.000 دولار لكل اسم مخالف، رغم أن عدد حالات تطبيق هذا القانون على شكل غرامات قليل للغاية. وفي واحدة من التطبيقات الأولى لقانون حماية المستهلك ومكافحة احتلال الفضاء الإلكتروني، طلب المدعي، برايان سال، الانتصاف من المدعى عليه جارنر وميدوز، بموجب المادة 15 من القانون 1125 والقانون 1129، غير أن المحكمة رفضت حجة المدعي بأن «كل الأسماء الشخصية» خاضعة للحماية بموجب القانون، وأقرت أن الأسماء الشخصية يجب أن تكون «خاضعة للحماية كعلامة تجارية» حتى يتسنى تطبيق المادة 15 من القانون 1125 والقانون 1129. وأصدرت المحكمة حكمًا مستعجلاً بموجب المادة 15 من القانون 1129 (1) (أ)، بنقل النطاق biansalle.com تحت تصرفه، وإلزام جارنر و. ميدوز بأتعاب المحاماة التي تبلغ حوالي 30 ألف دولار. ولا يُعد المقابل النقدي على أحسن الأحوال شائعًا بموجب قانون حماية المستهلك ومكافحة احتلال الفضاء الإلكتروني، كما تمثل تكلفة رفع قضية عائقًا أمام الأفراد العاديين.
وتجدر الإشارة إلى أنه كانت هناك أمثلة عديدة لشركات أو أفراد أو حكومات حاولت انتزاع أسماء نطاقات أصيلة من أصحابها، برفع دعاوى باطلة بمخالفة قوانين العلامات التجارية، وأحيانًا ما ينجحون في ذلك، ويطلق على هذه الممارسة اسم الاختطاف العكسي للنطاق. فعلى سبيل المثال، حاولت شركة هيثرو لاند ديفلوبمنت، ذات الشهرة المحدودة في فلوريدا، استخدام علامتها التجارية المحدودة ذات الفئة الوحدة، بالإضافة إلى العملية الموحدة لحل نزاعات أسماء النطاقات للحصول على الموقع الإلكتروني heathrow.com.
وتُعد أستراليا مثالاً آخر، حيث يطلب الموقع الإلكتروني.com.auDA من أي شخص يقوم بتسجيل نطاق من المستوى الثاني أن يكون له حق صحيح من الناحية القانونية في هذا المجال – أي أن يكون شركة مسجلة ذات رقم تجاري أسترالي صادر عن مكتب الضرائب الأسترالي. ومع هذا، لم ينجح ذلك في حماية أستراليا من عمليات احتلال الفضاء الإلكتروني، حيث يمكن لأي مواطن أسترالي تجاوز السادسة عشرة من عمره الحصول على رقم تجاري أسترالي (مجانًا) واستخدامه لتسجيل عدد قليل أو كثير من أسماء النطاقات، غير أنه ينبغي أن تكون لهم صلة «وثيقة وكبيرة» بالاسم، أو أن يمثل هذا الاسم «تطابقًا كاملاً أو اختصارًا» لأسمائهم. يُرجى الرجوع إلى الموقع الإلكتروني auDA للاطلاع على مزيد من التفاصيل.
ومن ناحية أخرى، قامت كندا، عن طريق هيئتها التنظيمية الخاصة للإنترنت، الهيئة الكندية للتسجيل على الإنترنت (CIRA)، بتبني منهج شبيه بما قامت به أستراليا، إذ يجب أن تكون عمليات التسجيل في نطاق كود الدولة رفيع المستوى موافقة لمتطلبات «التواجد الكندي» (.ca). والأمثلة على ذلك كثيرة، حيث تضم القائمة مواطنين عاديين، وأشخاصًا مقيمين في كندا، وشركات كندية وفرقًا موسيقية للسكان الأصليين والهنود، وحاملي علامات تجارية كندية (من الكنديين أو الأجانب)، وصاحبة الجلالة ملكة كندا، وشركات أجنبية ذات تواجد فعلي في كندا. ومع هذا، فكما هو الحال في أستراليا، لم ينجح ذلك في حماية كندا من أعمال احتلال الفضاء الإلكتروني.
وفي سلوك مغاير لمحاولات تفادي وقوع أعمال احتلال الفضاء الإلكتروني، تبدو CIRA ذاتها وكأنها تشجع تلك الممارسة، حيث تنشر على موقعها الإلكتروني قائمة طويلة للغاية بالنطاقات التي سيتم إصدارها. وهذه القائمة موجودة على الصفحة الرئيسية للموقع، وتعطي هذه الممارسة الانطباع بأنها مصممة عن قصد لتشجيع احتلال الفضاء الإلكتروني، من خلال السماح للمحتلين الكنديين (أو من جنسيات أخرى) بالتسوق (بكل ما تعنيه الكلمة من معان) بحثًا عن نطاقات ليقوموا بتسجيلها. ويمكن بعد ذلك إعادة النطاقات إلى المُسجل السابق، أو أي شركة أو مؤسسة ذات اسم تابع، بسعر مبالغ فيه.
وعلى الصعيد الدولي، قامت المنظمة العالمية للملكية الفكرية "WIPO" التابعة للأمم المتحدة والمعنية بحقوق الطبع والنشر، منذ عام 1999، بتدشين نظام تحكيم، يمكن من خلاله لحامل العلامة التجارية محاولة المطالبة بموقع إلكتروني تم احتلاله. وفي عام 2006، تم تقديم 1823 شكوى لدى المنظمة، بزيادة تبلغ 25% عن العدد المقدم عام 2005. وفي عام 2007، تم التأكيد على أن 84% من الشكاوى المقدمة منذ عام 1999 قد تم الحكم فيها لصالح الطرف المشتكي.

## قضايا معروفة

### مصحوبة بالتقاضي
- Madonna vs. Parisi,[5] 2000 (WIPO Case)
- Primedia Magazine Finance Inc.  [لغات أخرى]‏ (Tiger Beat) vs Next Level Productions (Benny Doro) [6]
- People for the Ethical Treatment of Animals v. Doughney, 2001
- Lamparello v. Falwell, 2005
- لوفتهانزا v. Future Media Architects, 2008 [7]
- Nissan Motors v. Mr. Uzi Nissan, 2008
- Neeley v NameMedia Inc, 2009

### غير مصحوبة بالتقاضي
- البيت الأبيض against البيت الأبيض دوت كوم and Whitehouse.org

## وصلات خارجية
- Disputed Domain Names على مشروع الدليل المفتوح